# Elaphidion depressum
Elaphidion depressum là một loài bọ cánh cứng trong họ Cerambycidae.